# Ramon Llobet i Arquer
Ramon Llobet i Arquer (Badalona, 16 d'abril de 1812 - 25 de juny de 1881) va ser un terratinent i polític català. Va ser breument alcalde de Badalona, entre el 1 i el 29 de gener de 1843.
Va néixer a la llavors vila de Badalona el 16 d'abril de 1812. Era fill dels propietaris badalonins Salvador Llobet i Seriol i de Teresa Arquer i Rosés. Va ser hereu de la finca i casa pairal de Can Llobet, que estava situada en una zona interior que estava signada com carrer de Sant Ramon, atès que no donava directament a la via pública. Les terres dels Llobet eren principalment al voltant d'aquesta casa, entre el torrent de la Batllòria i la riera de Sant Jeroni. També tenien terres al torrent de la Font i a les Guixeres; aquest terreny estava dedicat a l'extracció de guix, un negoci que tenia a mitges amb Pere Vehils. El negoci, de fet, l'havia començat el seu pare amb Ramon Vehils, i eventualment va passar als fills. Després de la mort de Pere Vehils, el 1877 Ramon Llobet va comprar a la seva vídua, Maria Remolins, la totalitat del negoci.
Va participar en la política municipal de Badalona. Va ser regidor de l'Ajuntament dues vegades, primer el 1841 i després entre 1856 i 1865. També va ser elegit alcalde de Badalona breument entre l'1 i el 29 de gener de 1843. L'única actuació que va dur a terme va ser la publicació d'un avís obligant a dos regidors cessants que lliuressin les insígnies oficials del càrrec, atès que es resistien a deixar els càrrecs. Malgrat que finalment tots els regidors entrants van poder prendre possessió oficial, Llobet deixa de ser alcalde per motius que es desconeixen i va ser substituït per Pere Vehils.
En l'àmbit personal, es va casar amb la badalonina Maria Martí i Viltró, amb qui va tenir diversos fills, entre ells l'hereu, Josep Llobet i Martí. Amb el pas dels anys anys va deixar de viure a Can Llobet i va passar a viure al carrer d'Arnús. Va morir a Badalona el 25 de juny de 1881.